# Dragonfly (AC Comics)
Dragonfly è una supereroina immaginaria dei fumetti. Creata da Rik Levins, debuttò in Americomics n. 4 (ottobre 1983).

## Storia di pubblicazione
Dopo la pubblicità di un inserto di una pagina che comparve in Americomics n. 3, Dragonfly fece la sua prima comparsa nel n. 4 dello stesso fumetto. Fu poi la protagonista di una sua serie che durò otto numeri (1985-1987). Dopo che il personaggio divenne un membro delle Femforce, comparve con semi-regolarità in questa serie.

## Biografia del personaggio
Dragonfly è l'identità segreta di Nancy Azarello, una volta amica di Ken Burton, un ingegnere ossessionato con l'occulto. Nelle sue ricerche, Ken scoprì un diario codificato appartenente a John Gallegher, un Dragonfly maschio che morì nel 1957. Utilizzando le sue abilità informatiche, Ken decodificò il diario e arrangiò i riti mistici che convocarono Zzara. Nancy interruppe questa cerimonia in un momento critico e fu trasformata in Dragonfly.
Successivamente, Nancy venne a conoscenza che Zzara era un dio-insetto di un altro universo (o un demone, l'opinione è varia). Zzara utilizzò un'immagine del subconscio di Nancy, "il suo ideale della bellezza femminile perfetta", una donna statuaria con i capelli color platino, e la utilizzò come base per Dragonfly. Zzara la modificò, stampando le caratteristiche distintive, che includevano un paio di occhi composti (come quelli delle mosche) ed un paio di ali diafane. La mente di Nancy provvedeva ai dettagli più prosaici, come una cerniera nel costume e il simbolo di una libellula sul petto, tacchi da 10 cm, e occhiali da sole per proteggere gli occhi. Quando Nancy non indossa il corpo di Dragonfly, è confinata in una sfera di cristallo extradimensionale che mantiene il suo corpo con le funzioni originarie.

## Poteri e abilità
Grazie ai raggi mistici di Zzara, a Dragonfly fu dato un corpo ideale che vola (può raggiungere la velocità Mach 4), possiede la super forza, e l'abilità di muovere gli oggetti con la mente.